# Acordulecera cervicata
Acordulecera cervicata – gatunek błonkówki z rodziny Pergidae.

## Taksonomia
Gatunek ten został opisany w 1906 roku przez Friedricha Konowa. Jako miejsce typowe podano miasto Itaituba w brazylijskim stanie stan Pará. Lektotyp (samica) został wyznaczony przez Davida Smitha w 1990 roku. 

## Zasięg występowania
Ameryka Południowa, znany jedynie ze stanu Pará w płn. Brazylii.